# Харієт Дейлі Ньюс
Hürriyet Daily News — найстаріша, і на даний момент друга за величиною англомовна газета Туреччини.

## Огляд
Попередні назви: Hürriyet Daily News and Economic Review, Turkish Daily News. Заснована 1961 року колишнім журналістом Джумхурієт Ільханом Шевіком (1926—2009). Спочатку видання носило назву Daily News, а з кінця 1960-х років називали турецьким Daily News. У 2000 році медіа-група Doğan, до складу якої входили щоденні газети Hürriyet and Posta, придбала більшість акцій газети. У 2004 році Ілнур Шевік, багаторічний головний редактор і син засновника газети, залишив редакційну групу, у 2006 році редакційну групу зблизили з Hürriyet, а в листопаді 2008 року газету остаточно перейменовано в Hürriyet Daily News and Economic Review. З серпня 2011 року головним редактором став Мурат Єткін. Видання було продане Demirören Holdings у 2018 році.

## Ідеологія
Hürriyet Daily News, як правило, має світську і ліберальну або лівоцентристську позицію щодо більшості політичних питань, на відміну від іншого головного англомовного видання в Туреччині — Daily Sabah, що тісно пов'язане з Партією справедливості та розвитку Реджепа Ердогана. Ще один консервативний конкурент, часопис Today's Zaman, був закритий урядом після спроби турецького перевороту 2016 року.
У травні 2018 року нові власники, прихильники чинного президента, призначили нового редактора та видавця й заявили, що вони мають намір керувати газетою в контрасті із попередньою орієнтацією і з публікаціями Daily Sabah.

## Редактор
Нинішній головний редактор — Гьокче Айтулу [Архівовано 23 березня 2020 у Wayback Machine.], який замінив Мурата Єткіна в жовтні 2018 року.

## Тематика

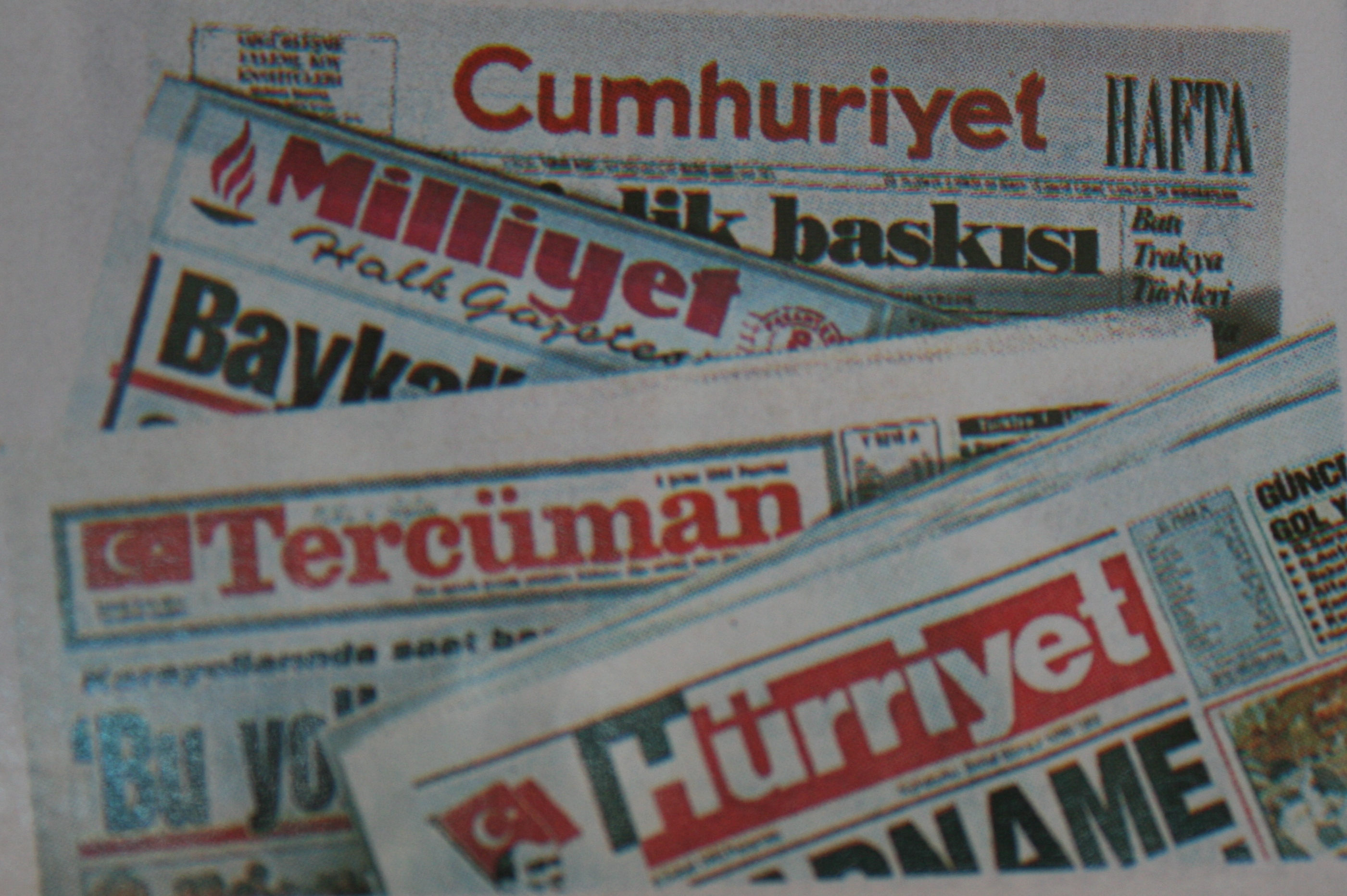

Газета висвітлює внутрішні, регіональні та міжнародні проблеми, економічні та культурні новини, а також містить регулярні огляди провідних турецьких журналістів та мислителів, таких як Мехмет Алі Біранд, Сонер Чагаптай, Нурай Мерт, Мустафа Акйол, Ільхан Танір Бурак Бекділ, Седат Ергін, Семіх Ідіз, та колишній редактор Девід Джадсон.